# Aleurocanthus brevispinosus
Aleurocanthus brevispinosus es un hemíptero de la familia Aleyrodidae, subfamilia Aleyrodinae. Fue descrita científicamente en 1961 por Dumbleton.